# Radulphus Hermus

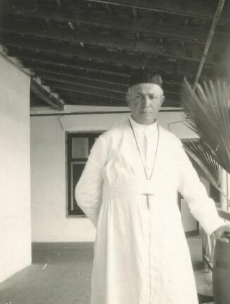
Radulphus Hermus op het jongensweeshuis Scherpenheuvel, Curaçao

Adriaan Hermus, ook wel frater Radulphus (Klundert, 3 juni 1869 – Vught, 22 april 1961) was een Nederlandse missionaris die gedurende 65 jaar werkzaam was op Curaçao. Hermus behoorde tot de vroege lichting van de Fraters van Tilburg en was zeer invloedrijk. Hij schreef een voorloper van het huidige Curaçaose volkslied. 

## Biografie
In 1886 trad Hermus toe tot de broedercongregatie van de Fraters van Tilburg. Dat was het jaar waarin de eerste fraters van deze orde naar Curaçao kwamen. Hijzelf arriveerde in 1890 teneinde les te gaan geven op het Colegio Santo Tomás in Curaçao, opgericht door Ferdinand Kieckens in 1887. 
Afgezien van een onderbreking van vier jaar (1916-1920) waarin hij algemeen overste was in Tilburg, verbleef Hermus 65 jaar op Curaçao. Ruim de helft van deze periode had hij er de leiding over de activiteiten van de fraters. 
Van 1909 tot 1955 was hij bisschoppelijk inspecteur van het rooms-katholiek onderwijs op de Nederlandse Antillen. 
Hermus was een autodidact en van alle markten thuis. Hij sprak goed Nederlands, Spaans, Engels en Papiamentu, maar hij kende ook Italiaans, Frans en Duits. Hij had kennis van de exacte vakken en de biologie. Voorts handelde hij als architect en bouwkundig opzichter van diverse Schoolgebouwen. Zo was hij verantwoordelijk voor de uitbreiding van het Sint-Thomascollege, een gebouw met kenmerkende bogen, dat een karakter gekregen heeft dat thans de 'Radulphusstijl' genoemd wordt.

## Nagedachtenis

### Volkslied
Bij zijn afscheid in 1958 -Hermus keerde terug naar Nederland- werd het Dushi Kòrsou gezongen, waarvan de oorspronkelijke tekst in 1898 door hemzelf geschreven was. Dit bij gelegenheid van de kroning van koningin Wilhelmina. In 1930 werd zijn gedicht op muziek gezet door frater Candidus. Het lied stond aanvankelijk bekend als Den Tur Nashon, naar de beginzin Den tur nashon nos patria ta poko konosi (='in alle landen is ons vaderland vrijwel onbekend'). De tekst onderging enkele wijzigingen in 1937 en in 1945. In 1978 werd het verregaand aangepast waarna het de officiële status van volkslied kreeg.

### Vernoeming
- Het in 1948 opgerichte Rooms-Katholieke Radulphus College in Willemstad is vernoemd naar frater Radulphus Hermus.[5]

## Afbeeldingen

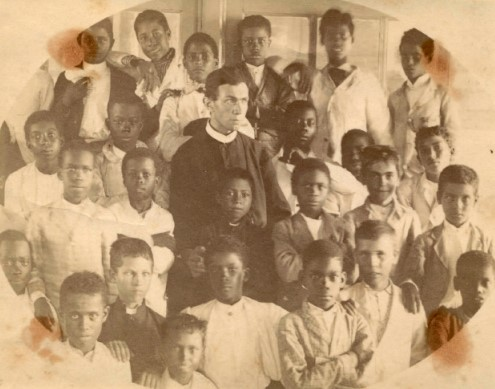
Frater Radulphus Hermus te midden van leerlingen op Curaçao, 1890
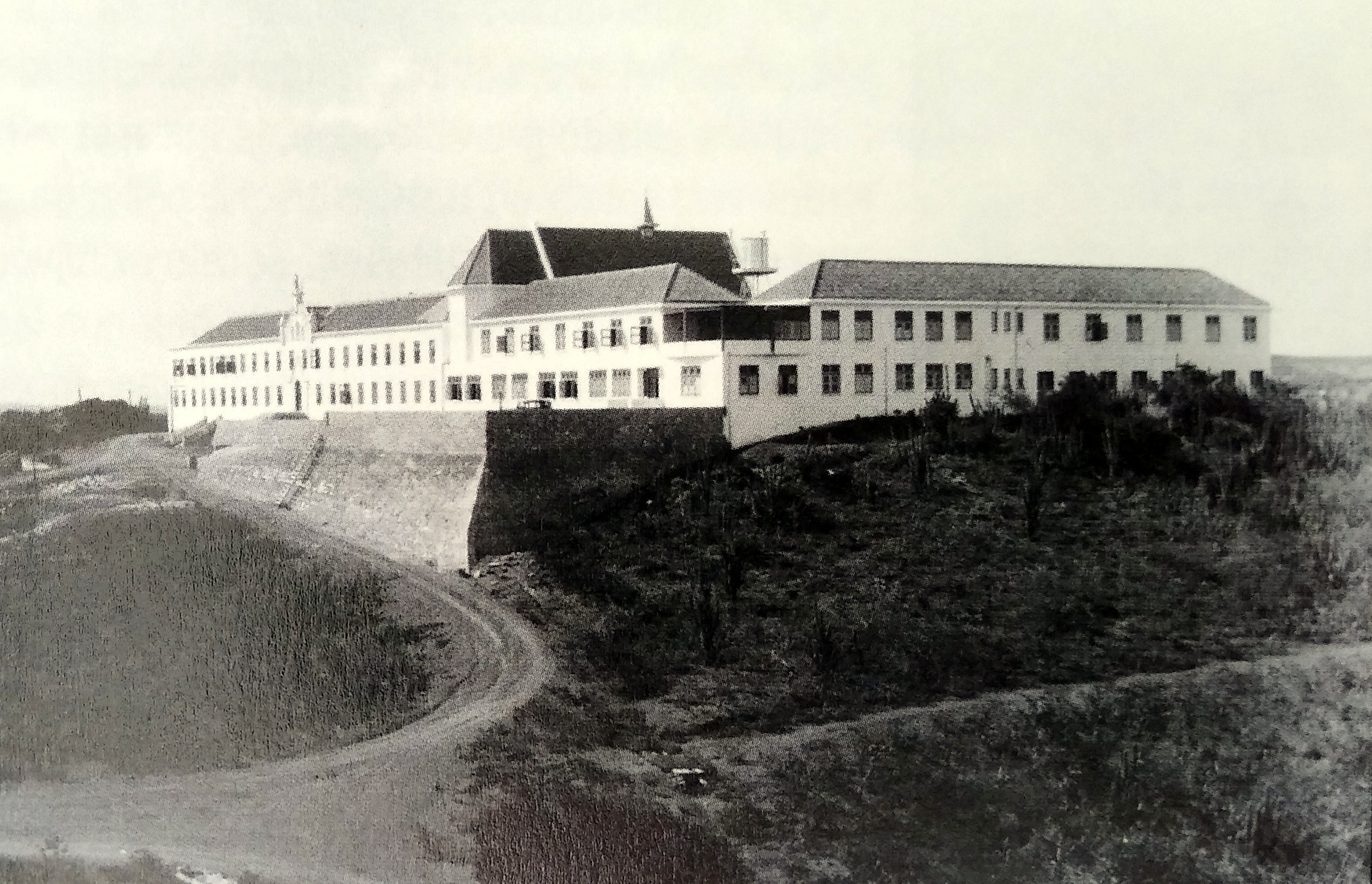
Fraterhuis annex Jongensweeshuis Scherpenheuvel te Willemstad
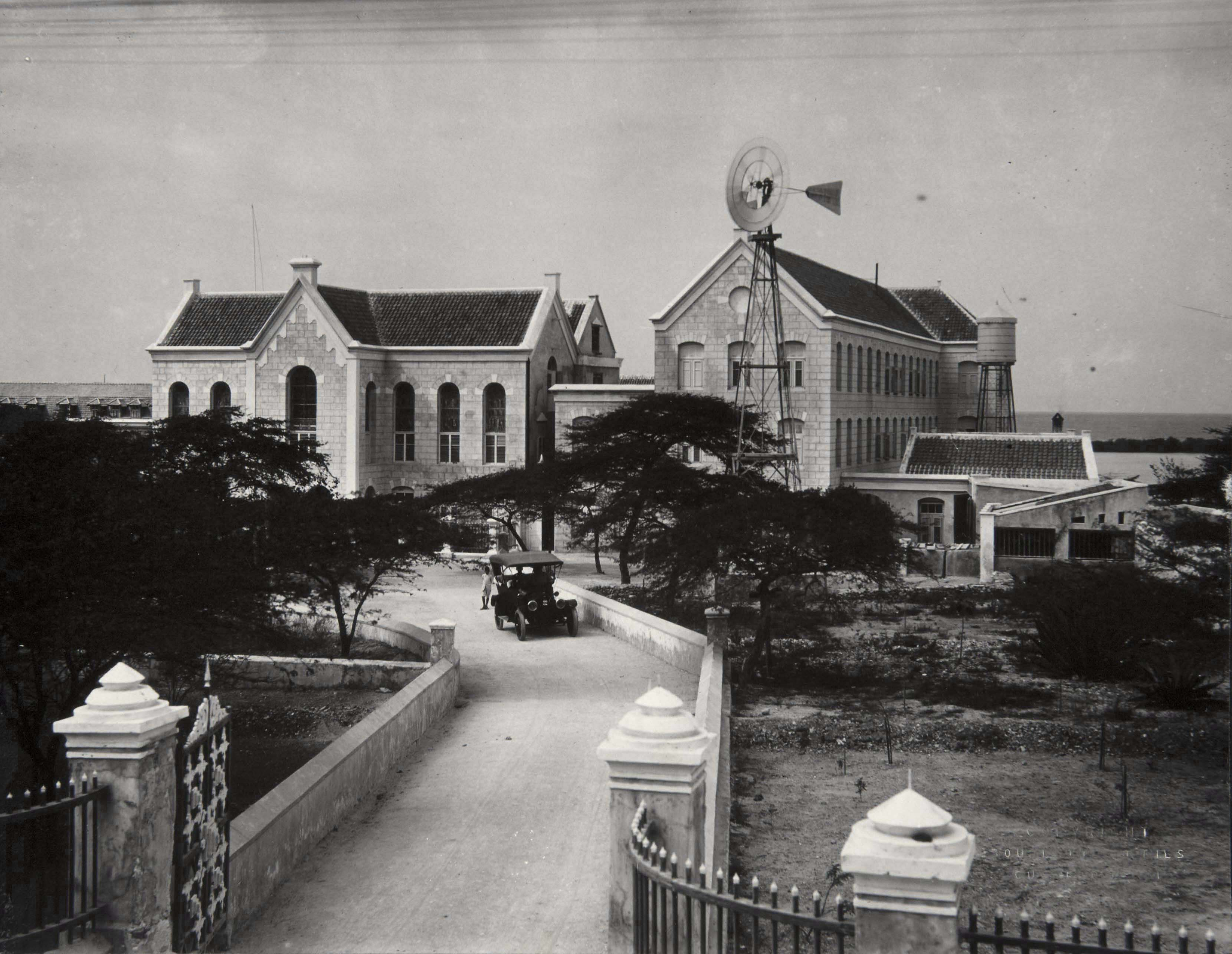
Het Sint-Thomascollege. De uitbreiding (links) is uitgevoerd onder leiding van Hermus
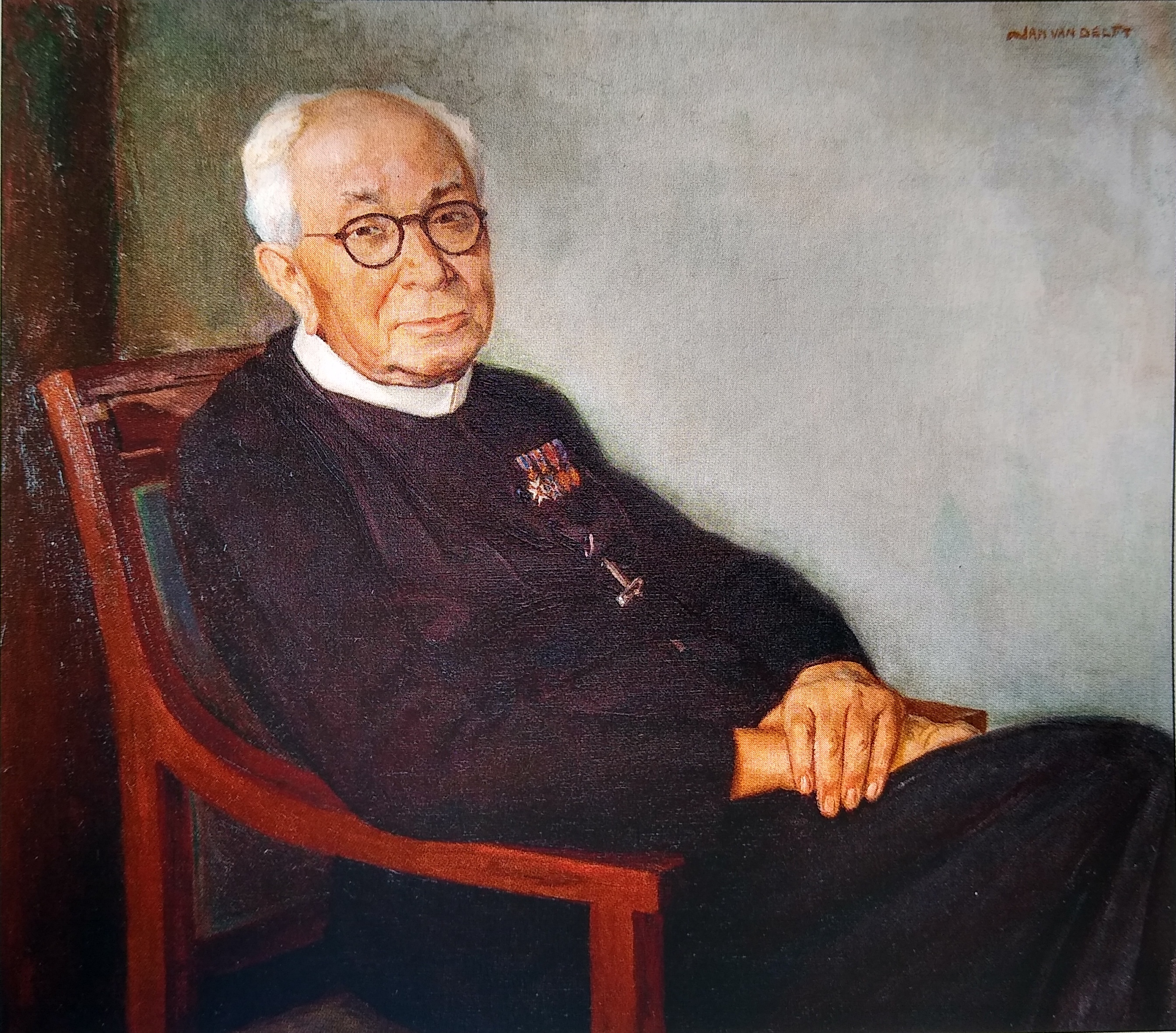
Radulphus Hermus als voormalig overste van de congregatie, door Jan van Delft (1897-1952)